# Erik Schou Jensen

Erik Schou Jensen (født 31. juli 1938 i København; død 13. juli 2008 i Grønland) var en dansk geolog. Erik Schou Jensen var ansat som lektor ved Københavns Universitet og Geologisk Museum i perioden 1970 - 2008.

## Uddannelse
I 1957 blev Erik Schou Jensen matematisk student fra Efterslægtsselskabets Skole; i januar 1965 blev han cand.mag. med geologi som hovedfag fra Københavns Universitet.

## Vigtigste udstillinger
Erik Schou Jensen var primus motor for flere af museets udstillinger især i 1980’erne og 1990’erne. Til Erik Schou Jensens vigtigste bidrag hører ”Olie og Naturgas i Nordsøen” i 1981. To år senere fulgte ”Hvad er salt i grunden?”. Efter yderligere to år præsenterede muset udstillingen ”Vandrende kontinenter” i 1985. Herefter gik det stærkt, så allerede efter et år kunne publikum se Energi i Nordsøen i 1986. I 1987 fulgte udstillingen Strandsten 1987. Til udstillingerne i 1990’erne hører Geologi i det tidligere Dansk Vestindien i 1992 og Grønlands geologi året efter. Senere viste muset udstillingen Vin og geologi i 1996, og endelig Danmark i Dybet i år 2000.

## Vigtigste publikationer
Til Erik Schou Jensen vigtigste publikationer hører:
Sten i farver (2005)
Hvad Middelhavet gemmer (1997)
Hefaistos - vulkaner og jordskælv, en grafisk database (1990)

## Formidling
Erik Schou Jensen deltog i Danmarks Radios multimedieprogram På opdagelse i Jordens indre i 1998. Han skrev flere artikler i Den Store Danske Encyklopædi; bl.a. om vulkaner.
 I 25 år underviste han ved Folkeuniversitetet i København, Roskilde, Odense, Aarhus og Aalborg. Særligt tsunamien anden juledag 2004 forklarede Erik Schou Jensen for lægfolk.

## Død
Erik Schou Jensen omkom 13. juli 2008 ved et jøkelløb (en pludselig og katastrofal oversvømmelse fra en gletsjer) under en sejltur på fjorden Kangerluarsuk i Grønland. Han blev 69 år.

## Udmærkelser
I 1997 fik Erik Schou Jensen tildelt ”Geografiprisen 1997”, og i august 2004 fik han tildelt H.C. Ørstedmedaljen i bronze for sin formidling af vanskelige geologiske emner; hvortil også vulkanologiske emner hører.